# Eskymáci

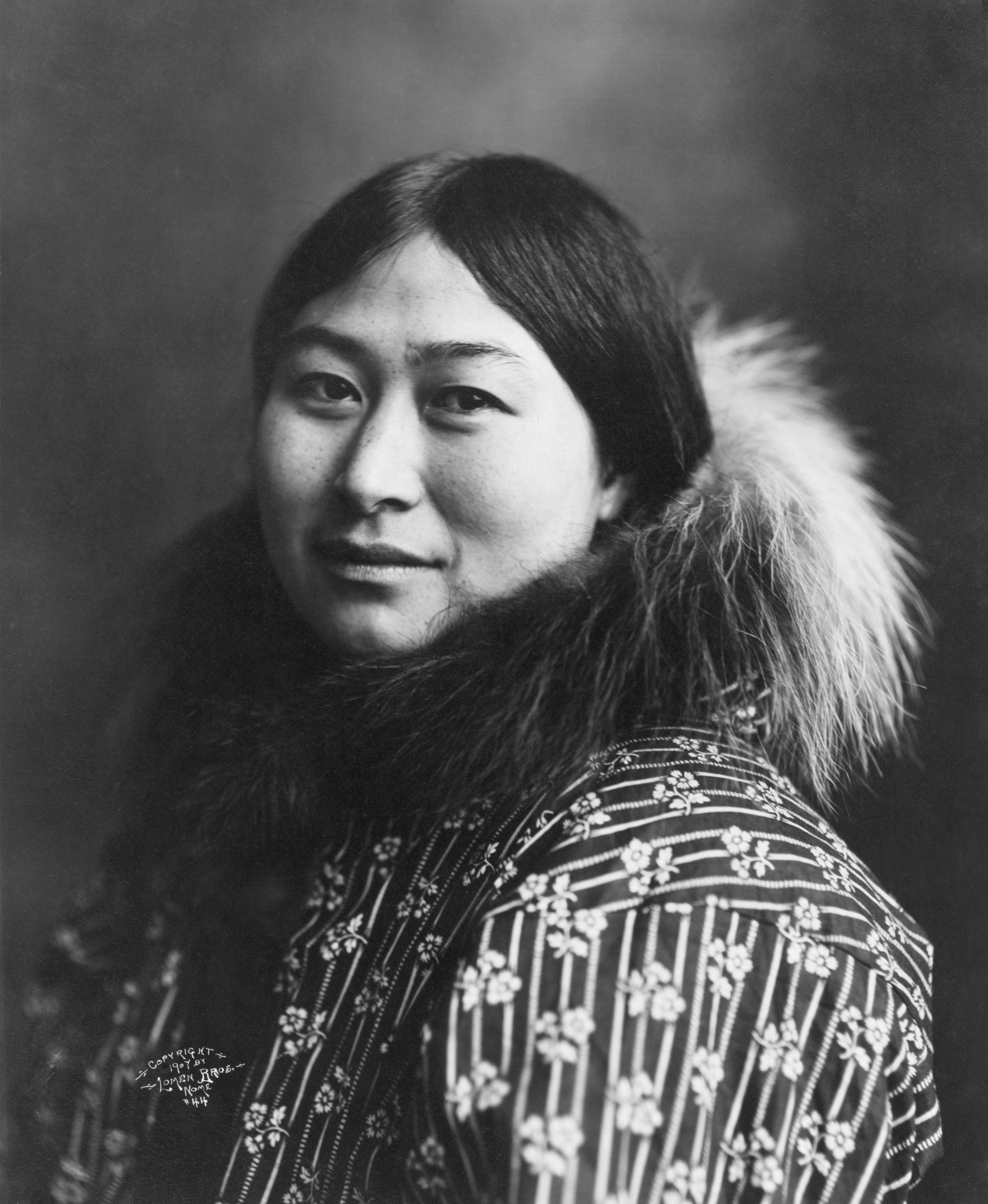
Eskymačka. Fotografováno neznámým autorem v aljašském Nome kolem roku 1907

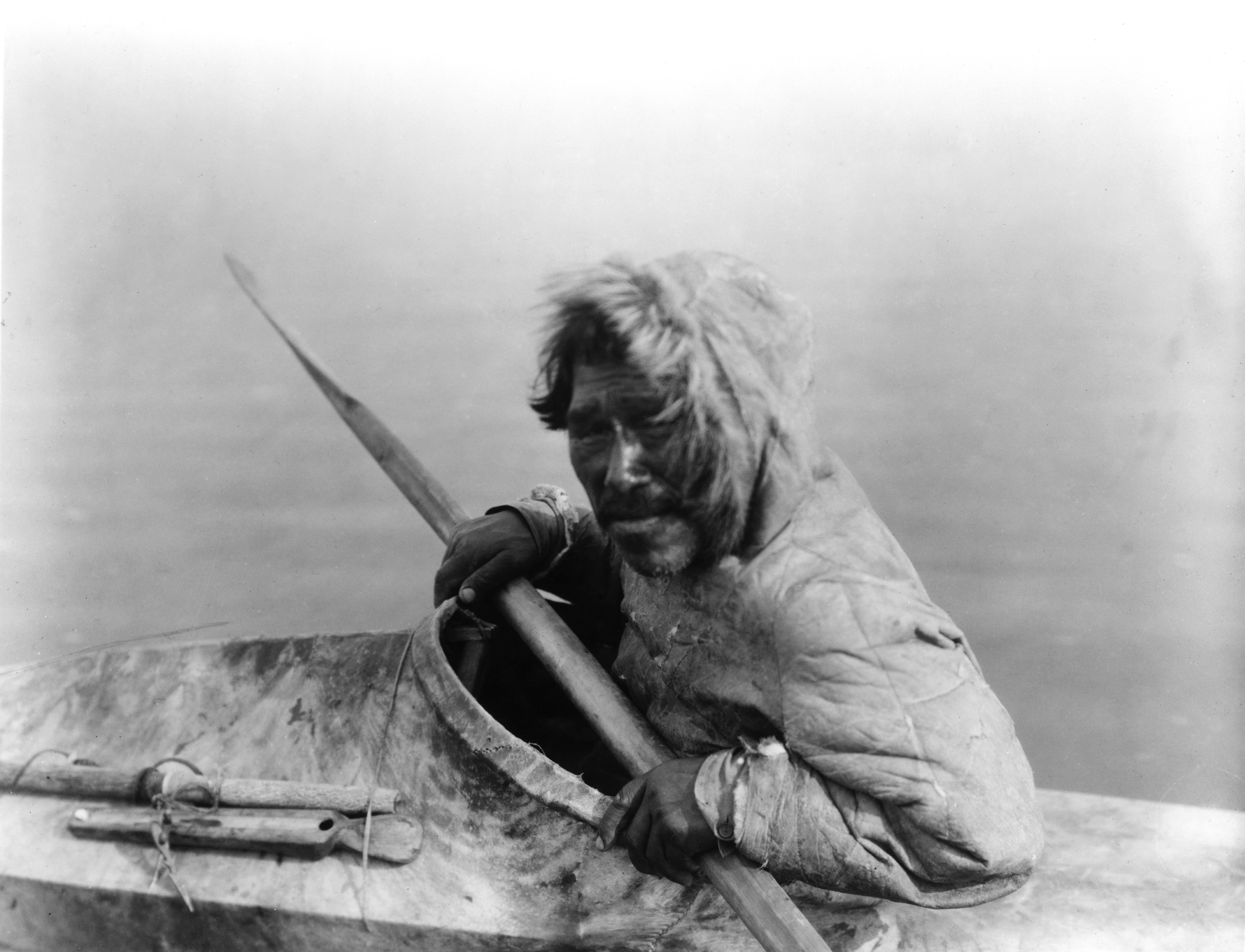
Aljašský Eskymák na kajaku. Portrét amerického fotografa Edwarda Curtise z roku 1929

Eskymáci či Inuité („Lidé“) je název pro skupinu domorodých obyvatel mongoloidního původu severní části Severní Ameriky (Kanada, Grónsko, Aljaška) a severovýchodní Asie (Sibiř). Za Inuity se označují především Eskymáci z Kanady a Grónska, kdežto na Sibiři a na jižní Aljašce se nazývají Jupikové či Juité, na severu Aljašky Inupiaté, v západním Grónsku Kalaallité, ve východním Tunumiité.
Hovoří eskymácko-aleutskými jazyky. Některá inuitská slova přešla do evropských jazyků, např. anorak, kajak, nanuk, iglú nebo malamut.

## Název
Slovo Eskymák (Eskimo) pochází z algonkinských jazyků severoamerických Indiánů. Nejčastěji se uvádí etymologie z kríského slova askamičiw, doslova „On to jí syrové“ nebo „Jedlík syrového masa“; druhou možností je původ z montaněského assime·w, tj. „Vyrábí sněžnice“. Část Inuitů vnímá toto exoetnonymum jako urážlivé. Vikingové Eskymákům (a též Indiánům) říkali Skrælingjar (možná „Ohyzdové“ nebo „Uvřeštěnci“).

## Původ
Předkové Eskymáků migrovali na Aljašku ze severovýchodní Sibiře, z poloostrova Čukotka, před vice než 1000 lety. V 11. století začali osidlovat kanadské pobřeží Severního ledového oceánu a Grónsko, kde kulturně i geneticky nahradili původní paleo-eskymácké obyvatelstvo z dorsetské kultury, které na americký kontinent přišlo ze severovýchodní Sibiře před asi 6000 lety.
Charakteristickými znaky tohoto lidu jsou černé rovné vlasy, žlutá až světle hnědá pleť, mongoloidní rysy a malý vzrůst.

## Kultura

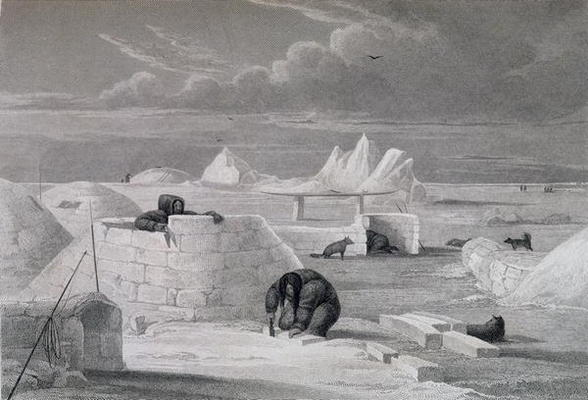
Eskymáci budující iglú na kresbě z roku 1824

Částečně žijí polokočovným typem života, v létě pod stany z kůže a v zimě ve sněhovém iglú nebo v polopodzemních obydlích ze dřeva a drnů. Přežití v arktických oblastech jim usnadňovalo mnoho vynálezů. např. kajak, olejová lampa qudliq, iglú, brýle proti sněžné slepotě.
Z dopravních prostředků využívali hlavně čluny, zatímco kajak je štíhlý, uzavřený člun pro jednoho člověka, využívaný hlavně lovci, větší otevřený umiak používaly ženy při stěhování a muži k lovu velryb. Pro pohyb na souši sloužily sněžnice a zejména saně se psím spřežením.
Přirozeným zdrojem potravy Inuitů bylo a je především maso (většinou tuleni či velryby, které uvízly na mělčině, nebo sob či pižmoň. Maso se jí často syrové a zmražené. Kromě masa jedí často zvířecí vnitřnosti, krev, morek a tuk. Důležitou složkou potravy jsou také ryby a sezónně i ptačí vejce). Rostlinnou potravu tvoří bobule šichy, klikvy, brusinek, ostružiníku morušky, ale také zkvašené listy a pupen zakrslých vrb, nebo dokonce natrávený lišejník z bachoru zabitých sobů a pižmoňů.
Oděv zvaný parka, což je teplý kabátec s kapucí, šili z kožešin sobů, ledních medvědů, mladých tuleňů či pižmoňů, někdy bývala parka sešitá s kalhotami do kombinézy. Zvláštním vynálezem byl anorak, nepromokavá bunda šitá ze zvířecích střev, kterou nosili lovci do kajaku. Nástroje vyráběli z kostí a kamene. Často obchodovali s dýmkami a jinými uměleckými předměty, vyrobenými z mrožích klů nebo velrybích kostí.
Dnes žijí ve vesnicích v domech s elektřinou a dalšími modernějšími předměty denní potřeby. S příchodem nové technické doby však nastala velmi problematická sociální situace. Jejími důsledky jsou zánik původních tradic, alkoholismus, negramotnost a nezaměstnanost. Teprve v současné době se stát Kanada snaží zvýšit jejich životní úroveň.
Vztahy mezi partnery byly tradičně volné, nevěra nepředstavovala problém. Rodiny bývaly často párové, ale vyskytovala se též polyandrie (mnohomužství), již se současní Inuité v Kanadě snaží legalizovat.
Inuité jsou mírumilovní lidé, mezi sebou většinou nevedli války a neznali pojem otroctví. Spory uvnitř komunity se často řešily formou řečnického či písňového souboje. Vzhledem k extrémně tvrdým podmínkám však praktikovali zvyky, které jsou z pohledu Evropanů velmi drsné, jako byla infanticida (usmrcování neduživých nebo přebytečných dětí, které utopili nebo nechali umrznout) a senicida (usmrcování nebo nucené sebevraždy starých a nevyléčitelně nemocných lidí).

### Náboženství

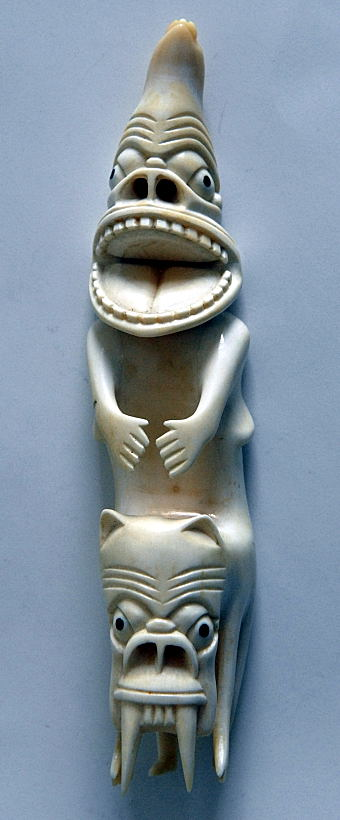
Soška zlého ducha Tupilaka z mrožího klu

Eskymáci se sami nazývají Inuité, což znamená lidské bytosti. Inuité věří, že příroda je oživována prostřednictvím více či méně mocných duchů — Inuatů, s nimiž mohou komunikovat pouze šamani angákokové. Mezi nejdůležitější Inuaty patří Aninga, mužský duch Měsíce. Ten sleduje Zemi dírou v podlaze svého domu. Lidem je většinou přátelsky nakloněn. Úspěch či neúspěch rybolovu a lovu tuleňů závisí na vládkyni zvířat, která se jmenuje Sedna, tedy Stařena moře. Podle mýtu byla Sedna dívka, kterou unesl mořský pták. Její otec se ji pokusil osvobodit a odvést v kajaku, ale rozhněvaní ptáci způsobili bouři. Tehdy se otec rozhodl Sednu utopit a uřízl jí prsty, jimiž se zachytila kajaku. Proto má ruce bez prstů podobné ploutvím tuleně. Z jejích prstů se stali tuleni, mroži a velryby, jejichž lov může Sedna lidem umožnit. Vzhledem ke svému smutnému osudu je Sedna vůči lidem nedůvěřivá až mstivá.
Kontrolu nad větrem má Velký duch Síla. Pánem pozemní zvěře (sobů, pižmoňů, kožešinové zvěře) je Tekkeitsertok.
Inuité, kteří žijí v tvrdých a mrazivých podmínkách, se snaží být s duchy zadobře, neboť právě na nich závisí podle jejich představ dobrý lov zvěře a ryb a tím i jejich samotné přežití. Inuité říkají, že je důležité uctívat zlé duchy, které je třeba usmířit, zatímco dobří duchové jsou vždy laskaví a není nutné je udobřovat.
Z mnoha zlých duchů a nestvůr je nejobávanější Tupilak, šeredný nemrtvý tvor, kterého může vyvolat šaman, aby s jeho pomocí zahubil jiného člověka. Připomíná křížence člověka nebo medvěda s tuleněm. Inuitské mýty a lidové písně, které zaznamenal zejména antropolog Knud Rasmussen, jsou často velmi drsné, ale obsahují také zemitý humor a komické scény.